# Głuszyca (stacja kolejowa)
Głuszyca – stacja kolejowa w Głuszycy, w województwie dolnośląskim, w Polsce.
Stacja kolejowa znajdująca się na linii 286. Pierwotnie była stacją na trasie Berlin – Wiedeń, wchodziła w skład Śląskiej kolei górskiej. Aktualnie na stacji zatrzymują się pociągi Kolei Dolnośląskich na trasie Wałbrzych Główny – Kudowa-Zdrój. 
Pociągi skomunikowane są z darmową komunikacją gminną w Głuszycy.

## Linki zewnętrzne

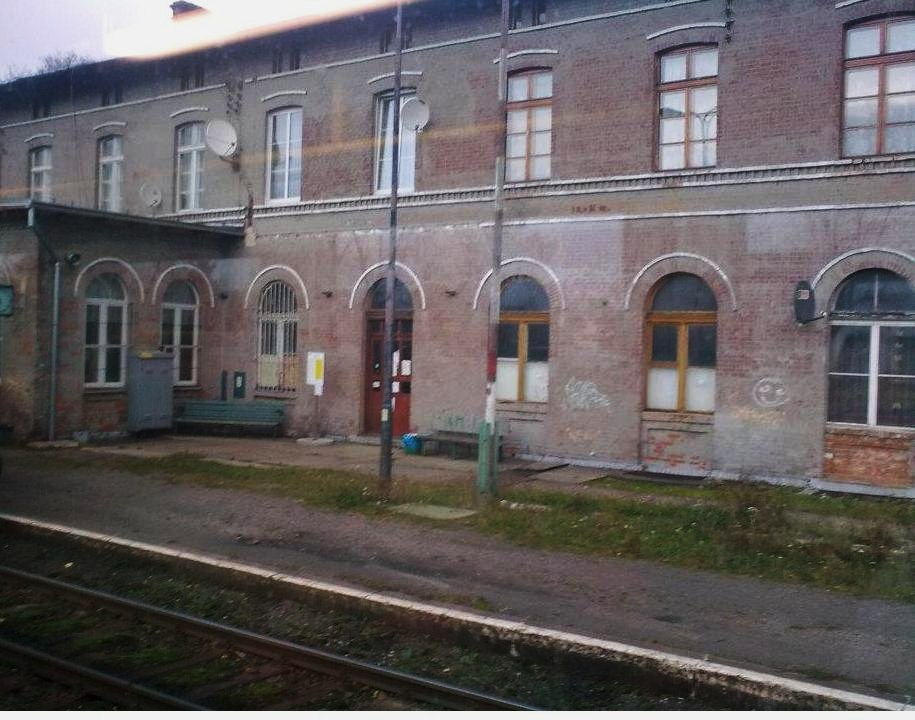
Stacja w Głuszycy

## Ruch pasażerski
| Rok  | Wymiana pasażerska na dobę |
| ---- | -------------------------- |
| 2017 | 20-49                      |
| 2022 | 20-49                      |